# 김재경 (수학자)
김재경(金載暻, 1982년 12월 14일~)은 대한민국의 수학자이다. 한국과학기술원의 부교수이며 기초과학연구원 수리 및 계산 과학 연구단의 CI이다. 그의 연구는 질병 메커니즘을 더 잘 이해하고 수면 장애에 대한 약물 및 디지털 의학을 포함한 관련 치료 전략을 개발하기 위해 수학 생물학 및 의학, 구체적으로 비선형 역학, 확률 과정 이론 및 계산 과학의 결합에 초점을 맞추고 있다.
2021년에 의생명과학을 연결하는 의생명수학 분야를 개척하는 연구를 통해서 기존의 수학 응용 범위를 확장한 공로를 인정받아 올해의 최석정상을 수상했다.

## 학력
김재경은 1982년 대한민국 대구에서 태어났다. 그는 영남중학교와 영남고등학교를 다니다가 서울로 올라와 2005년 서울대학교에서 수학교육 학사학위를 받고 최우등으로 졸업했다. 심장병을 수학으로 연구한다는 뉴스를 읽고 수학 생물학으로 알려진 미시간 대학교로 향했다. 그는 2013년 응용수학 및 학제간 수학 박사학위를 받았다. 그는 휴대전화 시계에 관한 논문으로 섬너 바이런 마이어스 상을 받았다. 그의 지도교수는 다니엘 포거와 빅토리아 부스였으며 트라셰트 잭슨은 논문위원이었다.

## 활동 이력
김 교수는 오하이오주립대 내 수학생명과학연구소 박사후연구원으로 재직했다. 귀국 후 KAIST 수학과학과 조교수로 재직했다. 또한 2018년부터 한국고등연구원 부교수로 재직한 후 2019년부터 2020년까지 미시간대 수학과 초빙교수로 재직했다. 2019년에는 한국과학기술원의 회원이 되었다.
2021년 3월, 김 교수는 기초과학연구원(IBS)의 수리 및 계산 과학 연구단의 CI가 되어 의생명 수학 그룹(BIMAG)을 이끌게 되었다. BIMAG에선 세개의 팀이 연구를 수행한다. 세포 내 역학 팀은 다중 스케일 확률 시스템에 대한 감소 방법을 개발하고 강력한 생체 리듬의 기본이 되는 분자 메커니즘을 식별한다. 세포 간 역학 팀은 네트워크 수준에서 동적 네트워크에 대한 추론 방법과 생체 리듬 수면 장애의 원인 및 치료 전략을 개발한다. 시스템 역학 팀은 웨어러블 기기의 노이즈가 많은 인체 활동 데이터를 분석하는 방법과 최적의 수면 패턴을 식별하기 위한 응용 프로그램을 개발하고 수면 장애 및 암에 대한 만성 치료법을 개발한다.

## 저널편집
김재경은 Journal of Biological Rhythms, PLOS ONE, Journal of Theoretical Biology, Mathematical Biosciences, Current Opinion in Systems Biology, npj Systems Biology and Applications, and npj Biological Timing and Sleep, PLOS Computational Biology의 객원 부편집장을 역임했다. 또한 2025년부터 2028년까지 산업응용수학회 리뷰(SIAM Review)의 편집 위원으로도 활동할 예정이에요.

## 수상 및 영예
- 2023년: 대한민국 과학기술정보통신부 표창
- 2023년: KAIST 글로벌 연구협력상
- 2021년: 대한민국 과학기술정보통신부 대한수학회 최석정상
- 2019년: J. Shelton Horsley 연구상, 버지니아 과학 아카데미
- 2019년: KAIST 자연과학대학 교수상
- 2017년: 연구 보조금 Human Frontier Science Program
- 2017년: 한국산업응용수학학회 KSIAM 젊은 연구자상
- 2017년: KAIST 우수교수 이원 조교수
- 2016년: KAIST 자연과학대학 교수상
- 2016년: 한국의 젊은 과학자 30명, 포스텍, 동아일보
- 2015년: 포스코TJ박재단 충암사이언스펠로우
- 2015년: 상산 젊은 수학자상 한국수학학회
- 2013년: 미시간 대학교 섬너 바이런 마이어스 상
- 2012년: 미시간대학교 수학과 우수교양상
- 2010년: 미시간 대학교 Rackham 유학생 펠로우십
- 2006년: 대한민국 공군참모총장상, 교육방법 발표대회
- 2005년: 서울대학교 우수학장 표창

## 과학 학회 및 위원회
- 2023년: 산업 및 응용수학동역학시스템학회지명위원회
- 2021년~2023년: 생체리듬연구학회 공공지원위원회[61]
- 2021년: 수리생물학회 조직위원회 SMB2021[62]
- 2020년, 2022년: 산업 및 응용수학생명과학회 추천위원회
- 2019년 ~ 현재 : Y-KAST, 한국차세대과학기술 한림원 회원[14]
- 2018년 ~ 현재 : 한국수학학회 응용수학위원회
- 2018년 ~ 현재 : 한국산업응용수학학회 국제교류위원회
- 2016년 ~ 현재 : 한국인구접근그룹 운영위원회
- 2015년 ~ 현재 : 한국산업응용수학회 이사
- 2015년 ~ 현재 : 한국수학학회 회원
- 2014년 ~ 현재 : 수학생물학회 회원
- 2013년 ~ 현재 : 생물물리학회 회원
- 2012년 ~ 현재 : 생체리듬연구학회 회원
- 2009년 ~ 현재 : 산업 및 응용수학학회 회원
- 2009년 ~ 현재: 미국수학학회 회원